# 畑村洋太郎
畑村 洋太郎（はたむら ようたろう、1941年〈昭和16年〉1月8日 - ）は、日本の工学者、東京大学名誉教授。東京都出身。
失敗学の提唱者で、失敗学会の設立にも携わった。創造的設計論、知能化加工学、ナノ・マイクロ加工学。 最近ではものづくりの領域に留まらず、経営分野における「失敗学」などにも研究領域を広げている。

## 経歴
1959年東京都立戸山高等学校卒、東京大学工学部機械工学科卒、1966年同大学院機械工学科修士課程修了、株式会社日立製作所入社。1968年東京大学工学部助手、1969年講師、1973年助教授、「土の切削機構の解明」で工学博士。1983年教授、2001年定年退官、名誉教授、工学院大学グローバルエンジニア学部機械創造工学科教授、畑村創造工学研究所開設、科学技術振興機構失敗知識データベース整備事業統括。2011年工学院大学退職。2021年、瑞宝中綬章(教育研究功労)
受章(春の叙勲)。
- 2001年10月東北大学客員教授（ - 2002年3月）
- 2002年11月 - NPO法人失敗学会設立
- 2004年6月 - ドアプロジェクト実施（ - 2005年5月）
- 2005年12月 - 株式会社日本航空安全アドバイザリーグループ委員
- 2006年12月 - シンドラーエレベータ株式会社独立アドバイザリー委員会委員（ - 2007年3月）
- 2011年5月 - 政府の東京電力福島原子力発電所における事故調査・検証委員会委員長
- 2012年10月 - 消費者庁消費者安全調査委員会委員長

## 専門分野
- ナノ・マイクロ加工
- 力センサ
- 加工の知能化
- 医学支援工学
- 技術の伝承と教育の方法論
- 失敗知識活用研究会を通じて失敗学の構築
- 実際の設計研究会を主催し創造設計原理の研究

## 著書
- 『失敗学のすすめ』（講談社）2000　のち文庫
- 『設計の方法論』岩波書店(岩波講座現代工学の基礎)　2000
- 『失敗の哲学 人間は挫折から何を学ぶか』監修・著 日本実業出版社 2001
- 『子どものための失敗学 人はだれでも失敗するもの』いわしろいずみ絵 講談社 2001
- 『失敗学の法則 決定版』文藝春秋 2002　のち文庫
- 『失敗を生かす仕事術』2002 講談社現代新書
- 『創造学のすすめ』講談社 2003
- 『強い会社をつくる失敗学』日本実業出版社 2003　『起業と倒産の失敗学』文春文庫
- 『決定学の法則』文藝春秋 2004 のち文庫
- 『直観でわかる数学』岩波書店 2004
- 『「変わる!」思考術 成功する人と失敗する人、その差はここだ』PHP研究所 2004 のち文庫
- 『続・直観でわかる数学』岩波書店 2005
- 『畑村式「わかる」技術』2005 講談社現代新書
- 『危険学のすすめ ドアプロジェクトに学ぶ』講談社 2006
- 『「失敗学」事件簿 あの失敗から何を学ぶか』小学館 2006 のち文庫
- 『技術の伝え方 組織を強くする』2006 講談社現代新書
- 『失敗学実践講義 だから失敗は繰り返される』講談社 2006　のち文庫
- 『図解雑学 失敗学』ナツメ社 2006
- 『技術の創造と設計』岩波書店 2006
- 『ドアプロジェクトに学ぶ 検証回転ドア事故』日刊工業新聞社(実際の設計選書)2006
- 『だから失敗は起こる』日本放送出版協会(NHK出版DVD+book)2007
- 『数に強くなる』2007 岩波新書
- 『みるわかる伝える』講談社 2008　のち文庫
- 『子どものための危険学』ちかいしなおこ絵,危険学プロジェクトグループ (8) 編 畑村創造工学研究所 2008
- 『回復力 失敗からの復活』2009 講談社現代新書
- 『直観でわかる微分積分』岩波書店 2010
- 『危険不可視社会』講談社 2010
- 『未曾有と想定外 東日本大震災に学ぶ』2011 講談社現代新書
- 『危険な学校 わが子を学校で死なせないために』潮出版社 2011
- 『「想定外」を想定せよ! 失敗学からの提言』NHK出版 2011
- 『危険学 図解雑学 絵と文章でわかりやすい!』ナツメ社 2011
- 『図解　使える失敗学』KADOKAWA 2014
- 『失敗学 最新図解 失敗から学び、創造に生かす』ナツメ社  2015
- 『技術大国幻想の終わり これが日本の生きる道』2015 講談社現代新書
- 『図解　使える失敗学大全』KADOKAWA 2020
- 『３現で学んだ危険学』株式会社畑村創造工学研究所 2020
- 『新 失敗学 正解をつくる技術』講談社 2022

### 共編著
- 『実際の設計 機械設計の考え方と方法』編著 日刊工業新聞社 1988
- 『続・実際の設計』編,実際の設計研究会著 日刊工業新聞社 1992 (実際の設計選書)
- 『情報機器技術』編 東京大学出版会 1993 (東京大学機械工学)
- 『続々・実際の設計』編著,実際の設計研究会著 日刊工業新聞社 1996 (実際の設計選書)
- 『TRIZ入門 思考の法則性を使ったモノづくりの考え方』Victor R.Fey, Eugene I.Rivin共著,実際の設計研究会 編著 日刊工業新聞社(実際の設計選書) 1997
- 『実際の情報機器技術 情報機器の原理・設計・生産・将来』中尾政之共編著 日刊工業新聞社 1998 (実際の設計選書)
- 『設計のナレッジマネジメント 創造設計原理とTRIZ』中尾政之,服部和隆共著 日刊工業新聞社 1999 (実際の設計選書)
- 『機械創造学』小野耕三,中尾政之共著 丸善 2001
- 『東大で徹底検証!!失敗を絶対、成功に変える技術』和田秀樹共著 アスキー 2001
- 『社長のための失敗学』編著 日本実業出版社 2002
- 『生産の技術』中尾政之共著 養賢堂 2002
- 『実際の設計』第4-7巻　編著,実際の設計研究会著 日刊工業新聞社(実際の設計選書) 2002-10
- 『失敗に学ぶものづくり』編 講談社 2003
- 『大転換思考のすすめ 成功する企業、活躍する人材』山田眞次郎共著 2003 (講談社現代新書)
- 『東大で教えた社会人学 人生の設計篇』草間俊介共著 文藝春秋 2005 のち文庫
- 『お金に学ぶ 東大で教えた社会人学』草間俊介共著 文藝春秋 2005 「東大で教えたマネー学』文庫
- 『リコールに学ぶ なぜオシャカを作ったか』内崎巌共著 日刊工業新聞社 2007 (実際の設計選書)
- 『リコール学の法則』内崎巌共著 文藝春秋 2008
- 『危機の経営 サムスンを世界一企業に変えた3つのイノベーション』吉川良三共著 講談社 2009
- 『巨大地震・巨大津波 東日本大震災の検証』平田直,佐竹健治,目黒公郎共著 朝倉書店 2011
- 『福島原発で何が起こったか 政府事故調技術解説』淵上正朗,笠原直人共著 日刊工業新聞社(B&Tブックス)2012
- 『勝つための経営 グローバル時代の日本企業生き残り戦略』吉川良三共著 2012(講談社現代新書
- 『福島原発事故はなぜ起こったか 政府事故調核心解説』安部誠治,淵上正朗共著 講談社 2013
- 『実際の設計 機械設計の考え方と方法』編著,実際の設計研究会著 日刊工業新聞社(実際の設計選書)2014
- 『設計者に必要なお金の基礎知識 付加価値創造の考え方と手段』草間俊介,谷本和久,猪狩栄次朗共著 日刊工業新聞(実際の設計選書) 2015

### 翻訳
- N.P.スー『設計の原理 創造的機械設計論』監訳 朝倉書店 1992
- Nam Pyo Suh『公理的設計 複雑なシステムの単純化設計』中尾政之,飯野謙次共訳 森北出版 2004

## テレビ

### 出演
- 『ETV特集』「危険学のススメ ～畑村洋太郎の実験記2009～」（2009年5月17日、NHK教育）
- 『課外授業 ようこそ先輩』「失敗は未来へのリハーサル」東京・お茶の水女子大学付属小学校（2008年9月28日、NHK総合）
- 『知るを楽しむ』「この人・この世界」「だから失敗は起こる」（2006年、NHK教育）
- 『クローズアップ現代』「見過ごされてきた危険～エスカレーター事故の衝撃～」（2007年10月31日、NHK総合）
- 『マテマティカ2』（NHK教育） - 監修

### テレビドラマ監修
- ミス・ジコチョー〜天才・天ノ教授の調査ファイル〜（2019年、NHK総合）